# Maria Alessandra Sandulli
Maria Alessandra Sandulli (Napoli, 27 ottobre 1956) è una giurista italiana, dal 19 febbraio 2025 giudice della Corte costituzionale.

## Biografia
Maria Alessandra Sandulli, figlia dell'ex Presidente della Corte Costituzionale Aldo Mazzini Sandulli, si è laureata in Giurisprudenza nel 1977 all'Università degli Studi di Roma La Sapienza con una tesi sui problemi dell'informazione radiotelevisiva vincendo nello stesso anno il Premio Saint-Vincent per il giornalismo.
Dopo aver conseguito l'idoneità a professore di seconda fascia nel 1981 a soli venticinque anni, è stata professore associato di Diritto Urbanistico presso la Facoltà di Scienze Politiche dell'Università degli Studi di Napoli Federico II (1982 - 1987); ha poi conseguito l'idoneità a professore di prima fascia (1986) ed è stata chiamata presso la Facoltà di Economia e Commercio dell'Università degli Studi di Brescia in qualità di professore straordinario (1987 - 1990) e ordinario (1990 - 1991), titolare della cattedra di Istituzioni di Diritto Pubblico. Dal 1991 al 2000 è stata professore ordinario presso la Facoltà di Scienze Politiche dell'Università degli Studi di Milano, titolare della cattedra di Istituzioni di Diritto Pubblico e, dal 1997, di Diritto Amministrativo; dal 1º ottobre 2001 è professore ordinario di Diritto Amministrativo e Diritto Processuale Amministrativo presso la Facoltà di Giurisprudenza dell'Università degli studi Roma Tre. È stata inoltre professore ospite di Diritto Amministrativo presso l'Università Paris 1 Panthéon-Sorbonne.
È avvocato dal 1979 ed è abilitata al patrocinio davanti alle giurisdizioni superiori dal 1985.
Ha ricoperto il ruolo di membro di numerose commissioni di studio ministeriali tra cui quella che ha redatto il Codice del processo amministrativo. È inoltre direttore delle riviste "Il Foro Amministrativo - TAR" e della "Rivista Giuridica dell'Edilizia", condirettore delle riviste "Giustizia Civile" e "Servizi Pubblici e Appalti".
Attualmente è Presidente del Centro Studi Demetra - Development of European Mediterranean Transportation e del Centro Studi Acqua Energia e Diritto.
Nel novembre 2014 il suo nome fu proposto dal Presidente del Consiglio e Segretario PD Matteo Renzi in tandem con Silvana Sciarra in quota centrosinistra, come giudice costituzionale per il centrodestra. La scelta di due figure tecniche lontane dalla politica è maturata dopo che per oltre 4 mesi e 20 fumate nere il Parlamento in seduta comune a causa di veti reciproci, contrapposizioni e franchi tiratori aveva escluso i candidati ufficiali e politici: Luciano Violante per il PD e nell'ordine Antonio Catricalà, Donato Bruno e Francesco Ignazio Carramazza per Forza Italia. Tuttavia, nonostante un tacito placet di Berlusconi a Sandulli, Forza Italia ha lamentato il fatto che il loro candidato sia stato scelto dal Premier senza consulto inoltre sulla docente pendeva il fatto che nel 2005 aveva firmato una petizione con altri intellettuali contro la Riforma Castelli sulla giustizia voluta dal centrodestra. Allo stesso tempo il capogruppo FI alla Camera Renato Brunetta ha proposto 3 nomi alternativi femminili a Sandulli su cui invece erano pronti a convergere oltre al PD anche il M5S: Maria Pia Baccari docente di diritto romano all'Universita Lusma di Roma di ispirazione cattolica in prima fila contro aborto e eutanasia, Stefania Bariatti, avvocato e docente di diritto internazionale privato all'Università di Milano nonché azionista di autostrade e Marzia Ferraioli docente di procedura penale all'Universita Tor Vergata di Roma e candidata non eletta del partito alle Europee 2014. Alla fine il partito, nonostante divisioni, ha appoggiato la candidatura di Bariatti portando Sandulli al ritiro della disponibilità prima di qualsiasi voto parlamentare che tuttavia non ha ricevuto l'appoggio del M5S (che invece ha approvato a votato Silvana Sciarra in quota PD eletta alla Consulta in cambio dell'elezione di Alessio Zaccaria in quota 5 Stelle eletto al CSM) e una timida apertura dal PD. Infatti il 6 novembre 2014 Silvana Sciarra è eletta giudice costituzionale con 630 voti sul quorum di 570 (3/5 componenti) mentre Stefania Bariatti si ferma lontanissima a 493 con ben 45 assenze nei gruppi forzati segno di malessere mentre sempre grazie all'accordo PD-M5S Alessio Zaccaria è eletto componente laico del CSM con 537 voti il quorum di 449 (3/5 presenti).

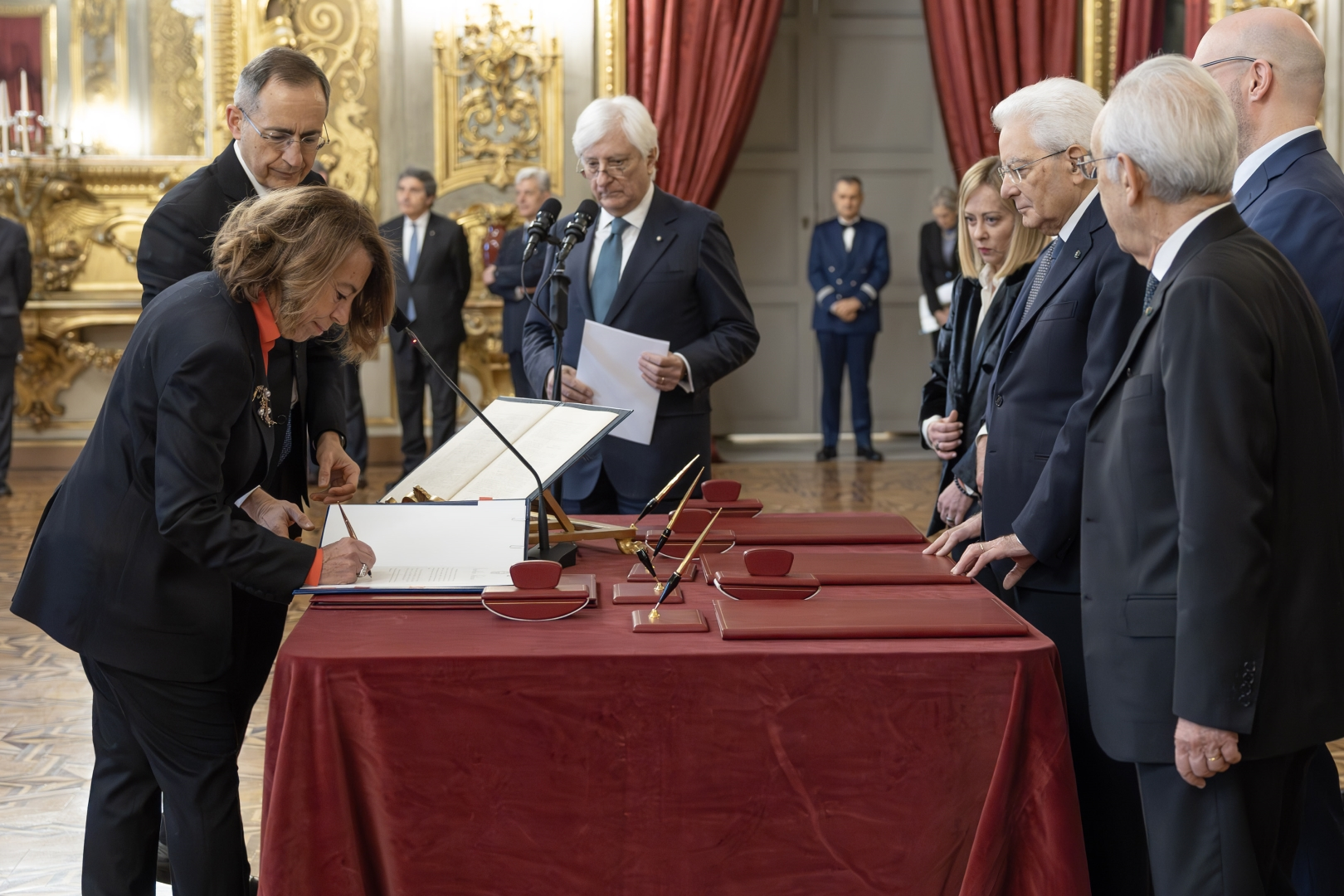
La cerimonia di giuramento di Maria Alessandra Sandulli

Il 13 febbraio 2025 è stata eletta giudice della Corte Costituzionale, scelta come "nome tecnico". Ha prestato giuramento nelle mani del Presidente della Repubblica il 19 febbraio seguente.

## Studi
I suoi studi si concentrato in modo particolare sull'evoluzione del processo amministrativo, sull'analisi della tutela paesaggistico-ambientale nell'ordinamento italiano ed europeo, sullo sviluppo della normativa urbanistica e sui maggiori temi riguardanti la disciplina dei servizi pubblici locali.
Di particolare rilevanza sono i recenti studi compiuti sul servizio idrico integrato e sulle energie rinnovabili.

## Pubblicazioni
Autrice di numerose pubblicazioni nel campo del diritto pubblico e in particolare del diritto amministrativo, tra cui si segnalano le opere monografiche in materia di sanzioni amministrative e libertà di commercio e l'ampia voce Radiodiffusioni in Enc. del Diritto; ha altresì collaborato all'Enc. Giur. Treccani (con la redazione di varie voci), al Trattato di diritto amministrativo diretto da G. Santaniello (con la voce Lavori pubblici e la parte sulle sanzioni nel volume sui Beni Culturali e Ambientali), all’aggiornamento dell’Enc. del Diritto (con la voce Accesso), al Trattato di diritto amministrativo europeo curato da M.P. Chiti e G. Greco (con la voce Trasporto aereo).
Nel 1989/90 ha curato l’ultimo aggiornamento del Manuale di Diritto Amministrativo di Aldo M. Sandulli (XV edizione).
È direttrice/curatrice di numerose opere collettanee:
- Commentario al Testo Unico Edilizia, Milano, Giuffrè (I edizione: 2004, III edizione: 2015);
- Commentario al Codice dei Beni Culturali e del Paesaggio, Milano, Giuffrè, (I edizione: 2006, II edizione: 2012);
- Trattato sui contratti pubblici, 8 volumi, Milano, Giuffrè (I edizione: 2008, II edizione: in corso di aggiornamento);
- Codice dell’azione amministrativa, Milano, Giuffrè (I edizione: 2010, II edizione: 2017);
- L’Amministrativista. Nuovo processo amministrativo, Milano, Giuffrè, 2010;
- Trattato di diritto dell’ambiente, Milano, Giuffrè, 2014;
- La proprietà nel diritto pubblico in Trattato dei diritti reali (a cura di A. Gambaro e U. Morello), Milano, Giuffrè, 2012;
- Il nuovo processo amministrativo, Milano, Giuffrè, 2013;
- Principi e regole dell’azione amministrativa, Milano, Giuffrè (I edizione; 2015, II edizione: in corso di aggiornamento);
- L’amministrativista. Le nuove regole della semplificazione amministrativa, Milano, Giuffrè, 2017;
- Organismo e impresa pubblica, Milano, Giuffrè, 2004;
- Le nuove frontiere della giustizia amministrativa, Milano, Giuffrè, 2004;
- Il nuovo diritto degli appalti pubblici, Milano, Giuffrè, 2005;
- Codificazione, semplificazione e qualità delle regole, Milano, Giuffrè, 2005;
- Riforma della legge 241/1990 e processo amministrativo, Milano, Giuffrè, 2005;
- Il diritto degli aeroporti nel nuovo codice della navigazione, Milano, Giuffrè, 2006;
- L’ordinamento del mercato turistico, Milano, Giuffrè, 2012;
- Gli effetti del dl sblocca Italia convertito nella legge 164/2014 sulla legge 24171990 e sul TUED, in supplemento al fasc. n. 6/2015 della Rivista giuridica dell’edilizia.

Dal 2012 ad oggi coordina le sezioni Diritto Amministrativo e Giustizia Amministrativa del libro dell'anno del diritto (Treccani).